# Thomas Delaney
Thomas Joseph Delaney (Frederiksberg, 3 settembre 1991) è un calciatore danese, centrocampista del Copenaghen.
Nel 2009 è stato nominato giocatore danese dell'anno Under-19.

## Biografia
Di origini irlandesi e statunitensi, prima dei Mondiali 2018 ha dichiarato di soffrire di discromatopsia.

## Caratteristiche tecniche
Centrocampista difensivo abile sia in fase di interdizione che in quella di impostazione. Grazie al suo dinamismo è stato utilizzato anche come interno di centrocampo. La sua duttilità e le sue capacità tattiche lo hanno portato anche a coprire altri ruoli come quello del terzino sinistro e del trequartista. Dotato di un forte senso della posizione e di un ottimo tempismo nell'intervento fa della fase difensiva la sua arma migliore, con una media di palloni recuperati tra le più alte d'Europa.

## Carriera

### Club

#### Copenaghen
Incomincia a giocare a calcio nel 1993, all'età di 2 anni, nel Kjøbenhavns Boldklub, club in cui viene nominato per quattro volte giocatore dell'anno. Dopo dieci stagioni, nel 2009 viene notato e acquistato dai dirigenti del Copenhagen. Il 16 aprile 2009 debutta ufficialmente con la maglia della prima squadra, nella semifinale di coppa danese vinta poi dal Copenhagen per 4-0 contro il Nordvest giocando 25' minuti di qualità che gli valgono la conferma per la semifinale di ritorno dove partirà titolare. Al termine della stagione, a soli 17 anni, vince il suo primo trofeo da professionista la DBU Landspokal.
Alla sua seconda apparizione da titolare, il 22 luglio 2009, segna il suo primo gol in carriera nella partita vinta contro il Mogren Budva, gara valida per le qualificazioni alla Champions League 2009-10. Durante questa stagione debutterà anche in Campionato ed in Europa League. Nella stagione seguente realizza ben 16 presenze in campionato, segnandovi il suo primo gol il 16 maggio 2011. Debutterà anche nella fase a gironi della Champions League, giocando contro Barcellona e Panathinaikos. Stagione che si conclude con il secondo titolo nazionale consecutivo.
Il 2011 sarà l'anno della consacrazione, ben 27 presenze da titolare tra campionato e coppa che lo porteranno ad essere conteso dalle tre nazionali per le quali sarebbe stato eleggibile: Danimarca, Irlanda e Stati Uniti. Dopo aver rifiutato la chiamata per l'Under-23 statunitense e quella per la nazionale maggiore irlandese opta per continuare tra i ranghi danesi, nazionale per la quale ha ricoperto un ruolo importante fin dall'Under-15. Concluderà l'anno vincendo per la seconda volta la DBU Landspokal.
La stagione 2012-13 sarà quella della conferma. Nelle gare valide alla qualificazione per la Champions League i danesi vengono sorteggiati con il Lilla di Rudi Garcia. Dopo una convincente vittoria per 1-0 all'andata, vengono sconfitti ai tempi supplementari in Francia. Al termine della stagione Delaney avrà collezionato 32 presenze tra Campionato e Coppe e la vittoria del titolo nazionale.
All'inizio della stagione 2013-14 viene nominato vice capitano della squadra, a soli 22 anni. In questa stagione debutta anche in Nazionale maggiore e gioca da protagonista alcune gare di Champions League, come ad esempio quella pareggiata 1-1 con la Juventus e quella vinta per 1-0 contro i turchi del Galatasaray.

#### Werder Brema

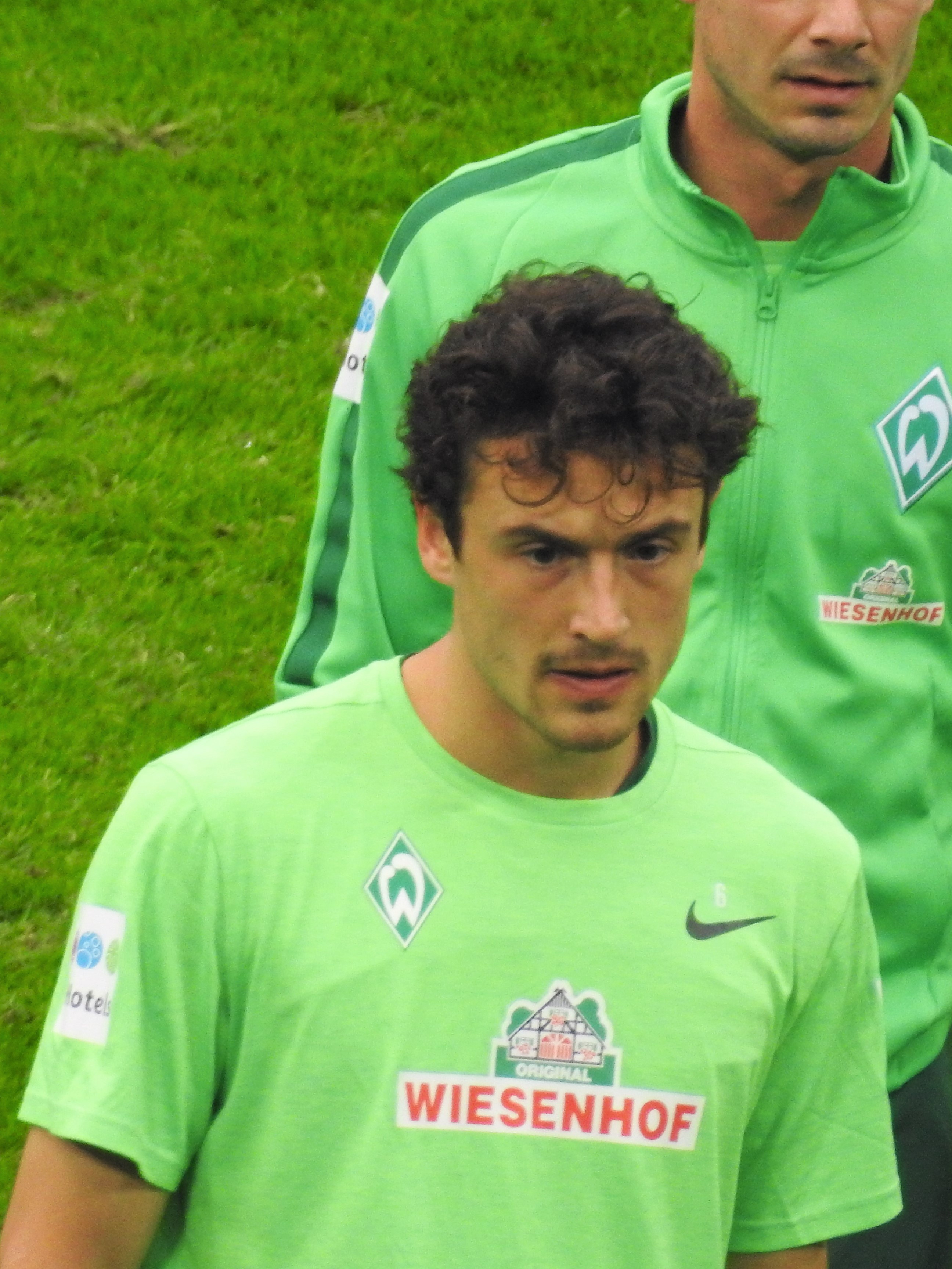
Delaney in allenamento al Werder

Durante l'estate 2016 il club tedesco del Werder Brema annuncia di aver raggiunto un accordo con giocatore e FC Copenaghen per il suo arrivo a partire dal 1º gennaio 2017. Ad aprile dello stesso anno, ha segnato la sua prima tripletta in carriera, nella vittoria per 5-2 contro il Friburgo.

#### Borussia Dortmund
Il 7 giugno del 2018 il Borussia Dortmund annuncia l'acquisto del calciatore danese tramite la pagina ufficiale di Facebook dello stesso club tedesco.

#### Siviglia e prestiti all'Hoffenheim e all'Anderlecht
Il 25 agosto 2021 viene acquistato dal Siviglia.
Tuttavia in terra spagnola in trova poco spazio, ragion per cui il 30 gennaio 2023 viene ceduto in prestito all'Hoffenheim. Il 25 maggio seguente il club tedesco annuncia che non riscatterà il giocatore.
Il 22 agosto 2023 viene ceduto in prestito all'Anderlecht.
A fine prestito fa ritorno al Siviglia, rescindendo il contratto che lo lega al club iberico il 19 luglio 2024.

#### Ritorno al Copenaghen
Il 20 luglio 2024 viene annunciato il suo ritorno al Copenaghen.

### Nazionale
Delaney ha giocato 3 partite per la nazionale danese Under-18, e 11 per quella Under-19, compagine con cui è anche andato a segno. L'11 agosto 2010 fa il suo esordio per quella Under-21 in un'amichevole contro i pari età dell'Italia. Il 1º giugno 2011 viene convocato per gli Europei Under-21.
Dopo un tentativo di convocarlo da parte degli Stati Uniti nel 2012, ha scelto di rappresentare la Danimarca, e il 15 ottobre 2013 esordisce con la nazionale maggiore in nella partita vinta per 6-0 contro Malta. Il 1º settembre 2017, nelle qualificazioni ai Mondiali 2018, ha segnato la sua prima rete, aprendo le mercature nel successo per 4-0 contro la Polonia. Tre giorni più tardi segna invece una tripletta nel successo per 4-1 in casa dell'Armenia. Convocato per i Mondiali 2018, scende in campo da titolare nelle quattro partite giocate dai danesi, eliminati ai calci di rigore agli ottavi di finale dalla Croazia.
Convocato per Euro 2020, è titolare del centrocampo dei danesi, segnando un gol nel successo per 2-1 ai quarti di finale contro la Rep. Ceca, aiutando la sua squadra a passare il turno. In semifinale i danesi vengono eliminati ai supplementari dall'Inghilterra col medesimo risultato.
Convocato anche per i Mondiali 2022, gioca solo la prima partita con la Tunisia, in cui esce per infortunio.
Convocato pure per Euro 2024, viene impiegato in tre delle quattro gare disputate dai danesi, inclusi gli ottavi in cui vengono eliminati dalla Germania padrone di casa (2-0).

## Statistiche

### Presenze e reti nei club
Statistiche aggiornate al 7 settembre 2023.
| Stagione                 | Squadra                  | Campionato               | Campionato | Campionato | Coppe nazionali | Coppe nazionali | Coppe nazionali | Coppe continentali | Coppe continentali | Coppe continentali | Altre coppe | Altre coppe | Altre coppe | Totale | Totale |
| Stagione                 | Squadra                  | Comp                     | Pres       | Reti       | Comp            | Pres            | Reti            | Comp               | Pres               | Reti               | Comp        | Pres        | Reti        | Pres   | Reti   |
| ------------------------ | ------------------------ | ------------------------ | ---------- | ---------- | --------------- | --------------- | --------------- | ------------------ | ------------------ | ------------------ | ----------- | ----------- | ----------- | ------ | ------ |
| 2008-2009                | Copenaghen               | SL                       | -          | -          | CD              | 2               | 0               | CU                 | -                  | -                  | -           | -           | -           | 2      | 0      |
| 2009-2010                | Copenaghen               | SL                       | 9          | 0          | CD              | 3               | 0               | UCL+UEL            | 1+2                | 1+0                | -           | -           | -           | 15     | 1      |
| 2010-2011                | Copenaghen               | SL                       | 16         | 1          | CD              | 2               | 0               | UCL                | 2                  | 0                  | -           | -           | -           | 20     | 1      |
| 2011-2012                | Copenaghen               | SL                       | 19         | 1          | CD              | 1               | 0               | UCL+UEL            | 3+4                | 0                  | -           | -           | -           | 27     | 1      |
| 2012-2013                | Copenaghen               | SL                       | 21         | 1          | CD              | 3               | 0               | UCL+UEL            | 2+6                | 0                  | -           | -           | -           | 32     | 1      |
| 2013-2014                | Copenaghen               | SL                       | 32         | 3          | CD              | 5               | 0               | UCL                | 6                  | 0                  | -           | -           | -           | 43     | 3      |
| 2014-2015                | Copenaghen               | SL                       | 27         | 2          | CD              | 5               | 1               | UCL+UEL            | 4+5                | 0                  | -           | -           | -           | 41     | 3      |
| 2015-2016                | Copenaghen               | SL                       | 29         | 5          | CD              | 5               | 1               | UEL                | 4                  | 0                  | -           | -           | -           | 38     | 6      |
| 2016-gen. 2017           | Copenaghen               | SL                       | 19         | 6          | CD              | 0               | 0               | UCL+UEL            | 11+0               | 2+0                | -           | -           | -           | 30     | 8      |
| Totale Copenaghen        | Totale Copenaghen        | Totale Copenaghen        | 172        | 19         |                 | 26              | 2               |                    | 50                 | 3                  |             | -           | -           | 248    | 24     |
| gen.-giu. 2017           | Werder Brema             | BL                       | 13         | 4          | CG              | -               | -               | -                  | -                  | -                  | -           | -           | -           | 13     | 4      |
| 2017-2018                | Werder Brema             | BL                       | 32         | 3          | CG              | 4               | 0               | -                  | -                  | -                  | -           | -           | -           | 36     | 3      |
| Totale Werder Brema      | Totale Werder Brema      | Totale Werder Brema      | 45         | 7          |                 | 4               | 0               |                    | -                  | -                  |             | -           | -           | 49     | 7      |
| 2018-2019                | Borussia Dortmund        | BL                       | 30         | 3          | CG              | 2               | 0               | UCL                | 6                  | 0                  | -           | -           | -           | 38     | 3      |
| 2019-2020                | Borussia Dortmund        | BL                       | 11         | 0          | CG              | 0               | 0               | UCL                | 3                  | 0                  | SG          | 0           | 0           | 14     | 0      |
| 2020-2021                | Borussia Dortmund        | BL                       | 20         | 1          | CG              | 6               | 0               | UCL                | 7                  | 0                  | SG          | 1           | 0           | 34     | 1      |
| ago. 2021                | Borussia Dortmund        | BL                       | 1          | 0          | CG              | 1               | 0               | UCL                | -                  | -                  | SG          | 0           | 0           | 2      | 0      |
| Totale Borussia Dortmund | Totale Borussia Dortmund | Totale Borussia Dortmund | 62         | 4          |                 | 9               | 0               |                    | 16                 | 0                  |             | 1           | 0           | 88     | 4      |
| 2021-2022                | Siviglia                 | PD                       | 20         | 2          | CR              | 2               | 0               | UCL+UEL            | 4+3                | 0                  | -           | -           | -           | 29     | 2      |
| 2022-gen. 2023           | Siviglia                 | PD                       | 8          | 0          | CR              | 0               | 0               | UCL                | 4                  | 0                  | -           | -           | -           | 12     | 0      |
| Totale Siviglia          | Totale Siviglia          | Totale Siviglia          | 28         | 2          |                 | 2               | 0               |                    | 11                 | 0                  |             | -           | -           | 41     | 2      |
| gen.-giu. 2023           | Hoffenheim               | BL                       | 6          | 0          | CG              | 1               | 0               | -                  | -                  | -                  | -           | -           | -           | 7      | 0      |
| 2023-2024                | Anderlecht               | D1                       | 11         | 1          | CB              | 2               | 0               |                    | -                  | -                  | -           | -           | -           | 13     | 1      |
| Totale carriera          | Totale carriera          | Totale carriera          | 324        | 33         |                 | 43              | 2               |                    | 77                 | 3                  |             | 1           | 0           | 446    | 38     |

### Cronologia presenze e reti in nazionale
| Cronologia completa delle presenze e delle reti in nazionale ― Danimarca | Cronologia completa delle presenze e delle reti in nazionale ― Danimarca | Cronologia completa delle presenze e delle reti in nazionale ― Danimarca | Cronologia completa delle presenze e delle reti in nazionale ― Danimarca | Cronologia completa delle presenze e delle reti in nazionale ― Danimarca | Cronologia completa delle presenze e delle reti in nazionale ― Danimarca | Cronologia completa delle presenze e delle reti in nazionale ― Danimarca | Cronologia completa delle presenze e delle reti in nazionale ― Danimarca |
| Data                                                                     | Città                                                                    | In casa                                                                  | Risultato                                                                | Ospiti                                                                   | Competizione                                                             | Reti                                                                     | Note                                                                     |
| ------------------------------------------------------------------------ | ------------------------------------------------------------------------ | ------------------------------------------------------------------------ | ------------------------------------------------------------------------ | ------------------------------------------------------------------------ | ------------------------------------------------------------------------ | ------------------------------------------------------------------------ | ------------------------------------------------------------------------ |
| 15-10-2013                                                               | Copenaghen                                                               | Danimarca                                                                | 6 – 0                                                                    | Malta                                                                    | Qual. Mondiali 2014                                                      | -                                                                        |                                                                          |
| 25-3-2015                                                                | Aarhus                                                                   | Danimarca                                                                | 3 – 2                                                                    | Stati Uniti                                                              | Amichevole                                                               | -                                                                        | 46’                                                                      |
| 29-3-2015                                                                | Saint-Étienne                                                            | Francia                                                                  | 2 – 0                                                                    | Danimarca                                                                | Amichevole                                                               | -                                                                        | 88’                                                                      |
| 7-9-2015                                                                 | Erevan                                                                   | Armenia                                                                  | 0 – 0                                                                    | Danimarca                                                                | Qual. Euro 2016                                                          | -                                                                        | 66’                                                                      |
| 17-11-2015                                                               | Copenaghen                                                               | Danimarca                                                                | 2 – 2                                                                    | Svezia                                                                   | Qual. Euro 2016                                                          | -                                                                        | 46’                                                                      |
| 24-3-2016                                                                | Herning                                                                  | Danimarca                                                                | 2 – 1                                                                    | Islanda                                                                  | Amichevole                                                               | -                                                                        | 40’                                                                      |
| 29-3-2016                                                                | Glasgow                                                                  | Scozia                                                                   | 1 – 0                                                                    | Danimarca                                                                | Amichevole                                                               | -                                                                        |                                                                          |
| 3-6-2016                                                                 | Toyota                                                                   | Bosnia ed Erzegovina                                                     | 2 – 2 (4 – 3 dtr)                                                        | Danimarca                                                                | Kirin Cup                                                                | -                                                                        | 46’                                                                      |
| 7-6-2016                                                                 | Suita                                                                    | Danimarca                                                                | 4 – 0                                                                    | Bulgaria                                                                 | Kirin Cup                                                                | -                                                                        | 70’                                                                      |
| 31-8-2016                                                                | Horsens                                                                  | Danimarca                                                                | 5 – 0                                                                    | Liechtenstein                                                            | Amichevole                                                               | -                                                                        | 46’                                                                      |
| 4-9-2016                                                                 | Copenaghen                                                               | Danimarca                                                                | 1 – 0                                                                    | Armenia                                                                  | Qual. Mondiali 2018                                                      | -                                                                        | 81’                                                                      |
| 8-10-2016                                                                | Varsavia                                                                 | Polonia                                                                  | 3 – 2                                                                    | Danimarca                                                                | Qual. Mondiali 2018                                                      | -                                                                        | 82’                                                                      |
| 11-10-2016                                                               | Copenaghen                                                               | Danimarca                                                                | 0 – 1                                                                    | Montenegro                                                               | Qual. Mondiali 2018                                                      | -                                                                        | 90’                                                                      |
| 11-11-2016                                                               | Copenaghen                                                               | Danimarca                                                                | 4 – 1                                                                    | Kazakistan                                                               | Qual. Mondiali 2018                                                      | -                                                                        |                                                                          |
| 26-3-2017                                                                | Cluj-Napoca                                                              | Romania                                                                  | 0 – 0                                                                    | Danimarca                                                                | Qual. Mondiali 2018                                                      | -                                                                        |                                                                          |
| 6-6-2017                                                                 | Brøndby                                                                  | Danimarca                                                                | 1 – 1                                                                    | Germania                                                                 | Amichevole                                                               | -                                                                        |                                                                          |
| 10-6-2017                                                                | Astana                                                                   | Kazakistan                                                               | 1 – 3                                                                    | Danimarca                                                                | Qual. Mondiali 2018                                                      | -                                                                        |                                                                          |
| 1-9-2017                                                                 | Copenaghen                                                               | Danimarca                                                                | 4 – 0                                                                    | Polonia                                                                  | Qual. Mondiali 2018                                                      | 1                                                                        | 86’                                                                      |
| 4-9-2017                                                                 | Erevan                                                                   | Armenia                                                                  | 1 – 4                                                                    | Danimarca                                                                | Qual. Mondiali 2018                                                      | 3                                                                        |                                                                          |
| 5-10-2017                                                                | Podgorica                                                                | Montenegro                                                               | 0 – 1                                                                    | Danimarca                                                                | Qual. Mondiali 2018                                                      | -                                                                        |                                                                          |
| 8-10-2017                                                                | Copenaghen                                                               | Danimarca                                                                | 1 – 1                                                                    | Romania                                                                  | Qual. Mondiali 2018                                                      | -                                                                        |                                                                          |
| 11-11-2017                                                               | Copenaghen                                                               | Danimarca                                                                | 0 – 0                                                                    | Irlanda                                                                  | Qual. Mondiali 2018                                                      | -                                                                        |                                                                          |
| 14-11-2017                                                               | Dublino                                                                  | Irlanda                                                                  | 1 – 5                                                                    | Danimarca                                                                | Qual. Mondiali 2018                                                      | -                                                                        |                                                                          |
| 22-3-2018                                                                | Brøndby                                                                  | Danimarca                                                                | 1 – 0                                                                    | Panama                                                                   | Amichevole                                                               | -                                                                        |                                                                          |
| 27-3-2018                                                                | Aalborg                                                                  | Danimarca                                                                | 0 – 0                                                                    | Cile                                                                     | Amichevole                                                               | -                                                                        | 72’                                                                      |
| 2-6-2018                                                                 | Solna                                                                    | Svezia                                                                   | 0 – 0                                                                    | Danimarca                                                                | Amichevole                                                               | -                                                                        |                                                                          |
| 9-6-2018                                                                 | Brøndby                                                                  | Danimarca                                                                | 2 – 0                                                                    | Messico                                                                  | Amichevole                                                               | -                                                                        | 62’                                                                      |
| 16-6-2018                                                                | Saransk                                                                  | Perù                                                                     | 0 – 1                                                                    | Danimarca                                                                | Mondiali 2018 - 1º turno                                                 | -                                                                        | 86’                                                                      |
| 21-6-2018                                                                | Samara                                                                   | Danimarca                                                                | 1 – 1                                                                    | Australia                                                                | Mondiali 2018 - 1º turno                                                 | -                                                                        |                                                                          |
| 26-6-2018                                                                | Mosca                                                                    | Danimarca                                                                | 0 – 0                                                                    | Francia                                                                  | Mondiali 2018 - 1º turno                                                 | -                                                                        | 90+1’                                                                    |
| 1-7-2018                                                                 | Nižnij Novgorod                                                          | Croazia                                                                  | 1 – 1 dts (3 – 2 dtr)                                                    | Danimarca                                                                | Mondiali 2018 - Ottavi di finale                                         | -                                                                        | 98’                                                                      |
| 9-9-2018                                                                 | Aarhus                                                                   | Danimarca                                                                | 2 – 0                                                                    | Galles                                                                   | UEFA Nations League 2018-2019 - 1º turno                                 | -                                                                        |                                                                          |
| 13-10-2018                                                               | Dublino                                                                  | Irlanda                                                                  | 0 – 0                                                                    | Danimarca                                                                | UEFA Nations League 2018-2019 - 1º turno                                 | -                                                                        | 56’                                                                      |
| 16-11-2018                                                               | Cardiff                                                                  | Galles                                                                   | 1 – 2                                                                    | Danimarca                                                                | UEFA Nations League 2018-2019 - 1º turno                                 | -                                                                        | 82’                                                                      |
| 21-3-2018                                                                | Pristina                                                                 | Kosovo                                                                   | 2 – 2                                                                    | Danimarca                                                                | Amichevole                                                               | -                                                                        |                                                                          |
| 26-3-2019                                                                | Basilea                                                                  | Svizzera                                                                 | 3 – 3                                                                    | Danimarca                                                                | Qual. Euro 2020                                                          | -                                                                        |                                                                          |
| 7-6-2019                                                                 | Copenaghen                                                               | Danimarca                                                                | 1 – 1                                                                    | Irlanda                                                                  | Qual. Euro 2020                                                          | -                                                                        |                                                                          |
| 10-6-2019                                                                | Copenaghen                                                               | Danimarca                                                                | 5 – 1                                                                    | Georgia                                                                  | Qual. Euro 2020                                                          | -                                                                        |                                                                          |
| 5-9-2019                                                                 | Gibilterra                                                               | Gibilterra                                                               | 0 – 6                                                                    | Danimarca                                                                | Qual. Euro 2020                                                          | 1                                                                        | 77’                                                                      |
| 8-9-2019                                                                 | Tbilisi                                                                  | Georgia                                                                  | 0 – 0                                                                    | Danimarca                                                                | Qual. Euro 2020                                                          | -                                                                        |                                                                          |
| 12-10-2019                                                               | Copenaghen                                                               | Danimarca                                                                | 1 – 0                                                                    | Svizzera                                                                 | Qual. Euro 2020                                                          | -                                                                        |                                                                          |
| 15-11-2019                                                               | Copenaghen                                                               | Danimarca                                                                | 6 – 0                                                                    | Gibilterra                                                               | Qual. Euro 2020                                                          | -                                                                        |                                                                          |
| 18-11-2019                                                               | Dublino                                                                  | Irlanda                                                                  | 1 – 1                                                                    | Danimarca                                                                | Qual. Euro 2020                                                          | -                                                                        | 13’                                                                      |
| 5-9-2020                                                                 | Copenaghen                                                               | Danimarca                                                                | 0 – 2                                                                    | Belgio                                                                   | UEFA Nations League 2020-2021 - 1º turno                                 | -                                                                        |                                                                          |
| 8-9-2020                                                                 | Copenaghen                                                               | Danimarca                                                                | 0 – 0                                                                    | Inghilterra                                                              | UEFA Nations League 2020-2021 - 1º turno                                 | -                                                                        |                                                                          |
| 11-10-2020                                                               | Reykjavík                                                                | Islanda                                                                  | 0 – 3                                                                    | Danimarca                                                                | UEFA Nations League 2020-2021 - 1º turno                                 | -                                                                        |                                                                          |
| 14-10-2020                                                               | Londra                                                                   | Inghilterra                                                              | 0 – 1                                                                    | Danimarca                                                                | UEFA Nations League 2020-2021 - 1º turno                                 | -                                                                        |                                                                          |
| 11-11-2020                                                               | Brøndby                                                                  | Danimarca                                                                | 2 – 0                                                                    | Svezia                                                                   | Amichevole                                                               | -                                                                        | 60’                                                                      |
| 15-11-2020                                                               | Copenaghen                                                               | Danimarca                                                                | 2 – 1                                                                    | Islanda                                                                  | UEFA Nations League 2020-2021 - 1º turno                                 | -                                                                        |                                                                          |
| 18-11-2020                                                               | Lovanio                                                                  | Belgio                                                                   | 4 – 2                                                                    | Danimarca                                                                | UEFA Nations League 2020-2021 - 1º turno                                 | -                                                                        | 70’                                                                      |
| 25-3-2021                                                                | Tel Aviv                                                                 | Israele                                                                  | 0 – 2                                                                    | Danimarca                                                                | Qual. Mondiali 2022                                                      | -                                                                        | 88’                                                                      |
| 31-3-2021                                                                | Vienna                                                                   | Austria                                                                  | 0 – 4                                                                    | Danimarca                                                                | Qual. Mondiali 2022                                                      | -                                                                        | 77’                                                                      |
| 2-6-2021                                                                 | Innsbruck                                                                | Germania                                                                 | 1 – 1                                                                    | Danimarca                                                                | Amichevole                                                               | -                                                                        |                                                                          |
| 6-6-2021                                                                 | Brøndbyvester                                                            | Danimarca                                                                | 2 – 0                                                                    | Bosnia ed Erzegovina                                                     | Amichevole                                                               | -                                                                        | 59’                                                                      |
| 12-6-2021                                                                | Copenaghen                                                               | Danimarca                                                                | 0 – 1                                                                    | Finlandia                                                                | Euro 2020 - 1º turno                                                     | -                                                                        | 75’                                                                      |
| 17-6-2021                                                                | Copenaghen                                                               | Danimarca                                                                | 1 – 2                                                                    | Belgio                                                                   | Euro 2020 - 1º turno                                                     | -                                                                        | 72’                                                                      |
| 21-6-2021                                                                | Copenaghen                                                               | Russia                                                                   | 1 – 4                                                                    | Danimarca                                                                | Euro 2020 - 1º turno                                                     | -                                                                        | 57’ 86’                                                                  |
| 26-6-2021                                                                | Amsterdam                                                                | Galles                                                                   | 0 – 4                                                                    | Danimarca                                                                | Euro 2020 - Ottavi di finale                                             | -                                                                        | 60’                                                                      |
| 3-7-2021                                                                 | Baku                                                                     | Rep. Ceca                                                                | 1 – 2                                                                    | Danimarca                                                                | Euro 2020 - Quarti di finale                                             | 1                                                                        | 81’                                                                      |
| 7-7-2021                                                                 | Londra                                                                   | Inghilterra                                                              | 2 – 1 dts                                                                | Danimarca                                                                | Euro 2020 - Semifinale                                                   | -                                                                        | 88’                                                                      |
| 1-9-2021                                                                 | Copenaghen                                                               | Danimarca                                                                | 2 – 0                                                                    | Scozia                                                                   | Qual. Mondiali 2022                                                      | -                                                                        | 85’                                                                      |
| 7-9-2021                                                                 | Copenaghen                                                               | Danimarca                                                                | 5 – 0                                                                    | Israele                                                                  | Qual. Mondiali 2022                                                      | 1                                                                        |                                                                          |
| 9-10-2021                                                                | Chișinău                                                                 | Moldavia                                                                 | 0 – 4                                                                    | Danimarca                                                                | Qual. Mondiali 2022                                                      | -                                                                        | 57’                                                                      |
| 12-10-2021                                                               | Copenaghen                                                               | Danimarca                                                                | 1 – 0                                                                    | Austria                                                                  | Qual. Mondiali 2022                                                      | -                                                                        | 89’                                                                      |
| 12-11-2021                                                               | Copenaghen                                                               | Danimarca                                                                | 3 – 1                                                                    | Fær Øer                                                                  | Qual. Mondiali 2022                                                      | -                                                                        | 57’                                                                      |
| 26-3-2022                                                                | Amsterdam                                                                | Paesi Bassi                                                              | 4 – 2                                                                    | Danimarca                                                                | Amichevole                                                               | -                                                                        | 24’                                                                      |
| 3-6-2022                                                                 | Saint-Denis                                                              | Francia                                                                  | 1 – 2                                                                    | Danimarca                                                                | UEFA Nations League 2022-2023 - 1º turno                                 | -                                                                        | 85’                                                                      |
| 6-6-2022                                                                 | Vienna                                                                   | Austria                                                                  | 1 – 2                                                                    | Danimarca                                                                | UEFA Nations League 2022-2023 - 1º turno                                 | -                                                                        | 80’                                                                      |
| 10-6-2022                                                                | Copenaghen                                                               | Danimarca                                                                | 0 – 1                                                                    | Croazia                                                                  | UEFA Nations League 2022-2023 - 1º turno                                 | -                                                                        |                                                                          |
| 22-9-2022                                                                | Zagabria                                                                 | Croazia                                                                  | 2 – 1                                                                    | Danimarca                                                                | UEFA Nations League 2022-2023 - 1º turno                                 | -                                                                        | 60’                                                                      |
| 25-9-2022                                                                | Copenaghen                                                               | Danimarca                                                                | 2 – 0                                                                    | Francia                                                                  | UEFA Nations League 2022-2023 - 1º turno                                 | -                                                                        | 54’ 71’                                                                  |
| 22-11-2022                                                               | Al Rayyan                                                                | Danimarca                                                                | 0 – 0                                                                    | Tunisia                                                                  | Mondiali 2022 - 1º turno                                                 | -                                                                        | 45+1’                                                                    |
| 10-9-2023                                                                | Helsinki                                                                 | Finlandia                                                                | 0 – 1                                                                    | Danimarca                                                                | Qual. Euro 2024                                                          | -                                                                        | 75’                                                                      |
| 17-11-2023                                                               | Copenaghen                                                               | Danimarca                                                                | 2 – 1                                                                    | Slovenia                                                                 | Qual. Euro 2024                                                          | 1                                                                        | 75’                                                                      |
| 20-11-2023                                                               | Belfast                                                                  | Irlanda del Nord                                                         | 2 – 0                                                                    | Danimarca                                                                | Qual. Euro 2024                                                          | -                                                                        | 61’                                                                      |
| 23-3-2024                                                                | Copenaghen                                                               | Danimarca                                                                | 0 – 0                                                                    | Svizzera                                                                 | Amichevole                                                               | -                                                                        | 59’                                                                      |
| 5-6-2024                                                                 | Copenaghen                                                               | Danimarca                                                                | 2 – 1                                                                    | Svezia                                                                   | Amichevole                                                               | -                                                                        | 61’                                                                      |
| 8-6-2024                                                                 | Brøndbyvester                                                            | Danimarca                                                                | 3 – 1                                                                    | Norvegia                                                                 | Amichevole                                                               | -                                                                        | 46’                                                                      |
| 16-6-2024                                                                | Stoccarda                                                                | Slovenia                                                                 | 1 – 1                                                                    | Danimarca                                                                | Euro 2024 - 1º turno                                                     | -                                                                        | 89’                                                                      |
| 25-6-2024                                                                | Monaco di Baviera                                                        | Danimarca                                                                | 0 – 0                                                                    | Serbia                                                                   | Euro 2024 - 1º turno                                                     | -                                                                        | 77’                                                                      |
| 29-6-2024                                                                | Dortmund                                                                 | Germania                                                                 | 2 – 0                                                                    | Danimarca                                                                | Euro 2024 - Ottavi di finale                                             | -                                                                        | 69’                                                                      |
| Totale                                                                   |                                                                          | Presenze                                                                 | 81                                                                       |                                                                          | Reti                                                                     | 8                                                                        |                                                                          |

## Palmarès

### Competizioni nazionali
- Coppa di Danimarca: 6

Copenhagen: 2008-2009, 2011-2012, 2014-2015, 2015-2016, 2016-2017, 2024-2025
- Campionato danese: 6

Copenhagen: 2009-2010, 2010-2011, 2012-13, 2015-2016, 2016-2017, 2024-2025
- Supercoppa di Germania: 1

Borussia Dortmund: 2019
- Coppa di Germania: 1

Borussia Dortmund: 2020-2021